# Lyn Damer Elite
Il Lyn Damer Elite, indicata anche come Lyn Fotball Damer, Lyn Kvinner o semplicemente come Lyn, è una squadra di calcio femminile norvegese, sezione della società polisportiva Ski- og Fotballklubben Lyn con sede a Nordre Aker, quartiere della Capitale Oslo.
Nella stagione 2018 la squadra, che gioca le partite interne presso il Kringsjå kunstgress, milita in Toppserien, primo livello del campionato norvegese femminile di calcio, per la seconda volta consecutiva dal suo ultimo ritorno al livello di vertice nazionale. Il migliore risultato sportivo ottenuto dalla squadra femminile fu il terzo posto nel campionato 1986

## Storia
Sino dall'inizio degli anni duemila la società, con la già avviata Fotballklubben Lyn Oslo era presente nel campionato norvegese di calcio maschile, già promotrice dello sport femminile nell'altra storica disciplina degli sport invernali, aveva avviato un'attività nel calcio femminile con squadre giovanili fino alla decisione di unire gli sforzi con un'altra polisportiva della zona, l'Idrettslaget Koll, per istituire squadre dall'Under-13 all'Under-19 iscritte sotto il nome congiunto di entrambe le società.
L'istituzione di una squadra "senior" della sola società Lyn risale al 2009, iscritta alla 4. divisjon, l'allora quinto e ultimo livello del campionato norvegese femminile di calcio. Dopo aver fallito di poco la promozione al primo anno, le tre successive stagioni vedono la squadra fare un triplo salto di categoria, classificandosi seconda dietro il Kaupanger e conquistando l'accesso alla 1. divisjon per la stagione 2013.
Le successive tre stagioni nel campionato cadetto vedono la squadra ottenere un'agevole salvezza, classificandosi rispettivamente al quinto, sesto, e ancora quinto posto, mentre nella stagione 2016 la sua maggiore competitività le permettono di rimanere costantemente nella parte alta della classifica e di raggiungere il secondo posto a nove punti dal Grand Bodø. sotto la guida tecnica di Glenn Atle Kleven ha così la prima opportunità di conquistare la promozione in un play-off di promozione-retrocessione con l'undicesima e penultima classificata nel campionato di Toppserien 2016, il Medkila, ma benché l'incontro di andata in trasferta fosse stato perso con una sola rete di scarto (4-3), lasciando un margine per la partita casalinga, con il 2-0 subito dalle avversarie il Lyn deve rinunciare alla storica promozione in Toppserien.
La promozione è comunque rinviata solo di un anno; la stagione 2017 la vede protagonista assoluta del campionato cadetto, grazie anche alle 9 reti siglate da Jenny Kristine Røsholm Olsen e Maren Hagfors Thoresen, con il solo Urædd del capocannoniere della stagione Melissa Wiik (20 reti) in grado di rincorrerla ma che si ferma a otto punti di distanza, di conseguenza la squadra accede direttamente al campionato di Toppserien 2018.

## Palmarès
- Campionato norvegese femminile di seconda divisione: 1

2017

## Organico

### Rosa 2020
Rosa, ruoli e numeri di maglia come da sito della Federazione norvegese, aggiornati al 12 luglio 2020.
| N. |                     | Ruolo | Calciatrice                  |
| -- | ------------------- | ----- | ---------------------------- |
| 1  | Norvegia (bandiera) | P     | Karen Oline Sneve            |
| 2  | Norvegia (bandiera) | C     | Hedda Myhre Foslie           |
| 3  | Norvegia (bandiera) | C     | Maria Hustad                 |
| 4  | Norvegia (bandiera) | D     | Trine Skjelstad Jensen       |
| 5  | Norvegia (bandiera) | D     | Christina Elise Osnes-Ringen |
| 6  | Norvegia (bandiera) | A     | Kristin Haugstad             |
| 7  | Norvegia (bandiera) | C     | Camilla Linberg              |
| 8  | Norvegia (bandiera) | C     | Anna Linnea Palm             |
| 9  | Norvegia (bandiera) | C     | Cathinka Friis Tandberg      |
| 10 | Norvegia (bandiera) | A     | Runa Lillegård               |
| 11 | Norvegia (bandiera) | C     | Ingrid Bakke                 |
| 12 | Norvegia (bandiera) | P     | Kirvil Odden Sundsfjord      |

| N. |                     | Ruolo | Calciatrice                   |
| -- | ------------------- | ----- | ----------------------------- |
| 13 | Norvegia (bandiera) | A     | Jenny Røsholm Olsen           |
| 14 | Norvegia (bandiera) | D     | Joanna Aalstad Bækkelund      |
| 15 | Norvegia (bandiera) | D     | Emilie Bølviken               |
| 16 | Norvegia (bandiera) | A     | Anna Nerland Aahjem           |
| 17 | Norvegia (bandiera) | C     | Emma Stølen Godø              |
| 18 | Norvegia (bandiera) | C     | Selma Ørstavik Hernes         |
| 20 | Norvegia (bandiera) | A     | Monica Nedgård Isaksen        |
| 21 | Norvegia (bandiera) | A     | Una Johanne Roaldseth Søyland |
| 22 | Norvegia (bandiera) | D     | Sofie Mykkeltveit Tunes       |
| 23 | Norvegia (bandiera) | D     | Emilie Raaum Closs            |
| 24 | Norvegia (bandiera) | D     | Iselin Sandnes Olsen          |
| 25 | Norvegia (bandiera) | P     | Mari Hasselknippe             |